# Gioconda Belli
Gioconda Belli (Managua, Nicaragua, 9 de desembre de 1948) és una poetessa, revolucionària i novel·lista nicaragüenca.

## Dades biogràfiques
Gioconda Belli és la segona de cinc germans d'una família acomodada, filla de Gloria Pereira, fundadora del Teatre Experimental de Managua, i d'Humberto Belli, empresari. Va cursar la primària al Col·legi de l'Asunción, a Managua, i la secundària al Real Col·legi de Santa Isabel a Madrid, Espanya, el 1965. Després d'obtenir un diploma en Publicitat i Periodisme a Filadèlfia, Estats Units, va tornar a Managua.

## Lluitadora antisomocista
Es va oposar a la dictadura del general Anastasio Somoza Debayle. Des de 1970, any en què va començar a escriure els seus poemes, es va integrar, com molts intel·lectuals de la seva generació, a les files del Front Sandinista d'Alliberament Nacional (FSLN), en aquest moment una organització clandestina i perseguida i que tenia com a objectiu el derrocament del règim somocista.
Va portar correu clandestí, va transportar armes i va viatjar per Europa i Amèrica Llatina per obtenir recursos i divulgar la lluita sandinista. Va arribar a ser membre de la Comissió Político-Diplomàtica del FSLN.
Amb els anys, i a causa de la deriva autoritària dels successius governs de Daniel Ortega, Belli s'ha manifestat contrària a les seves polítiques.

## Vida literària

### Etapa 1970 - 1979
Els seus poemes van aparèixer per primera vegada en el setmanari cultural La Premsa Literaria, del diari La Prensa, del seu país. La seva poesia, considerada revolucionària per la manera d'abordar el cos i sensualitat femenina, va causar gran revolada. El seu llibre Sobre la grama li va valer el 1972 el premi de poesia més prestigiós del país en aquests anys, el Mariano Fiallos Gil de la Universitat Nacional Autònoma de Nicaragua (UNEIXIN). El 1978, al costat de Claribel Alegria, va obtenir el prestigiós Premi Casa de les Amèriques en el gènere poesia pel seu llibre Línia de Foc, obra que va escriure mentre es trobava vivint exiliada a Mèxic a causa del seu activisme revolucionari i que reflecteix el seu sentir sobre la situació política de Nicaragua. En aquesta ocasió és convidada, també, a participar-hi com a jurat, per la qual cosa va viatjar a Cuba per ser lectora dels llibres nominats al costat de Julio Cortázar.

### Etapa 1980 - 1990
Després del triomf de la Revolució Nicaragüenca el 19 de juliol de 1979 va ocupar diversos càrrecs dins del govern sandinista. El 1984 va ser representant sandinista davant el Consell Nacional de Partits Polítics i portaveu del FSLN a la campanya electoral d'aquest any. Belli va deixar tots els càrrecs oficials el 1986 per dedicar-se a escriure la seva primera novel·la. Va ser directiva de la Unió d'Escriptors i va ser una de les fundadores del suplement literari Ventana, del diari Barricada.
Entre 1982 i 1987, va publicar tres llibres de poesia: Truenos y arco iris (1982), Amor insurrecte (1984) i De la costilla de Eva (1986). Aquests llibres, o seleccions parcials, s'han publicat a Mèxic, Espanya, Alemanya, Bèlgica, Anglaterra, Itàlia i Estats Units d'Amèrica.
El 1987 va publicar El taller de las mariposas, un conte per a nens que es va editar també en alemany, holandès i italià. Amb aquesta obra va obtenir el Premi Luchs (Lluita), del Setmanari alemany Die Zeit el 1992.
El 1988, Belli va publicar la seva primera novel·la La mujer habitada, que va ser molt aclamada per la crítica i va aconseguir a Europa i Amèrica Llatina grans tiratges i moltes edicions. A Alemanya –on va arribar a un milió d'exemplars i més de vint edicions– la novel·la va obtenir el Premi dels Bibliotecaris, Editors i Llibreters d'Alemanya a la Novel·la Política de l'Any (1989). Aquest any l'autora va rebre també el Premi Anna Seghers. Des de la seva publicació, la novel·la ha estat traduïda a onze idiomes i ha tingut gran èxit editorial a Espanya i Itàlia.

### Etapa de 1990 fins a l'actualitat

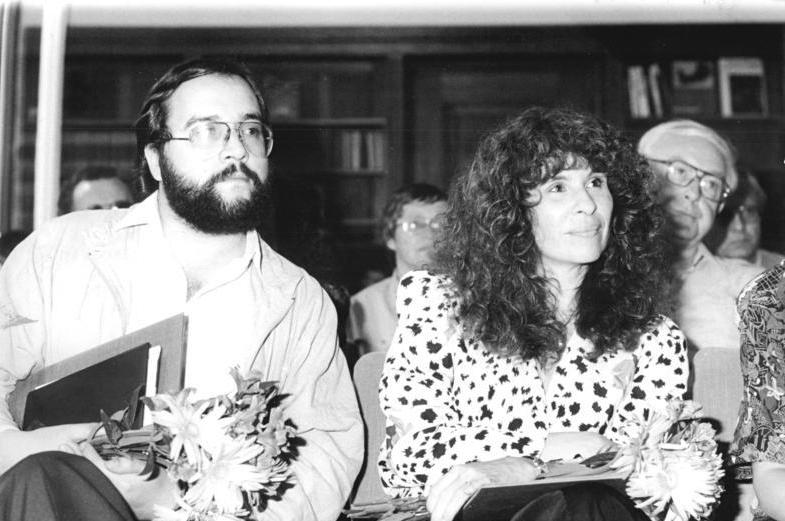
Gioconda Belli al costat de l'escriptor xilè Ramón Díaz Eterovic, el 1989.

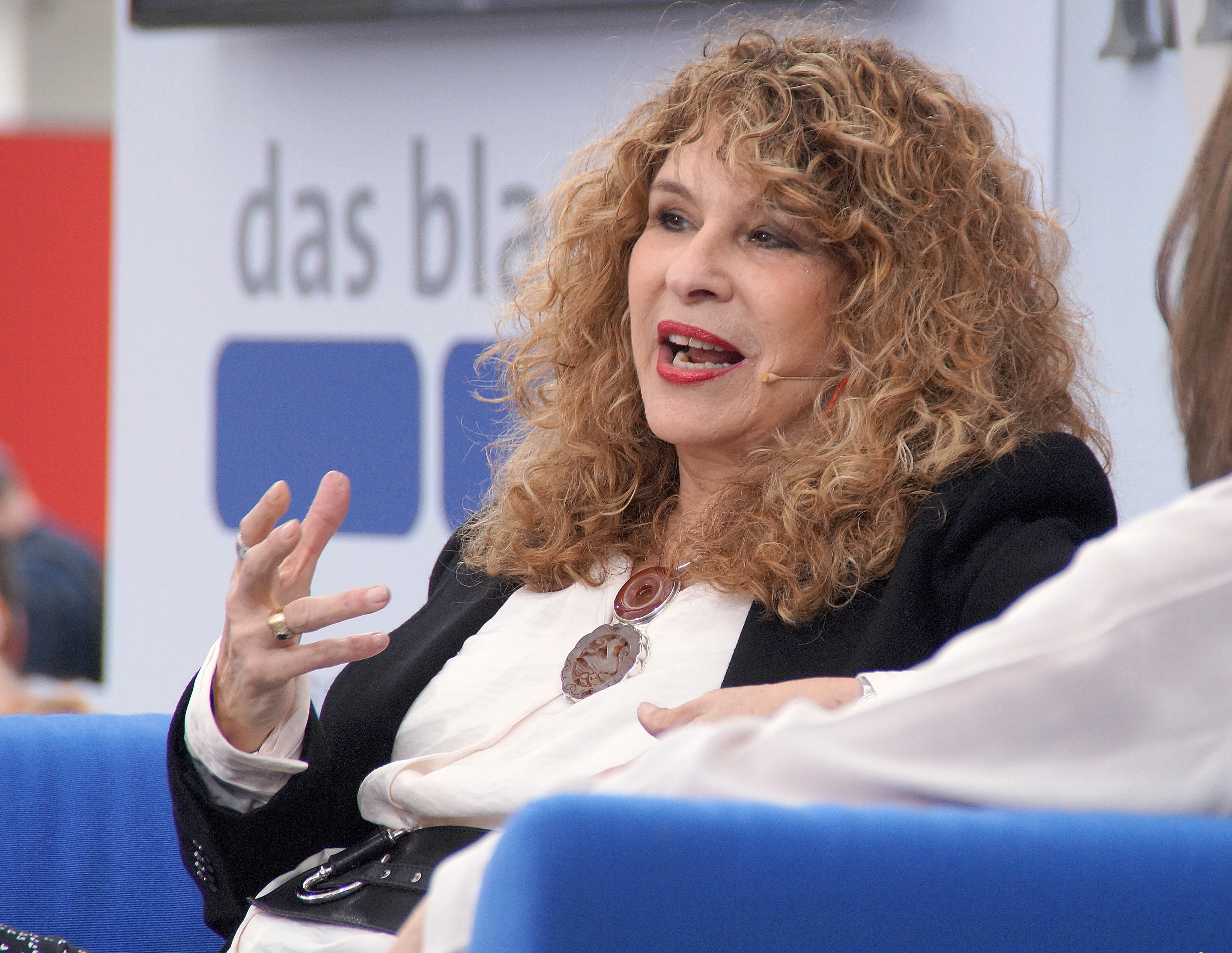
Gioconda Belli, Fira del llibre de Leipzig 2016

El 1990 es va publicar la segona novel·la, Sofía de los Presagios, i el 1996, Waslala, totes dues traduïdes a diversos idiomes. El gener de 2001 va aparèixer a l'editorial Plaza Janés el seu llibre El país bajo mi piel, un testimoniatge i memòria dels seus anys en el sandinisme que va ser publicat, simultàniament, en alemany, holandès i italià. Es va publicar als Estats Units a la tardor del 2002 sota el segell editorial Knopf i a Anglaterra, per l'editorial Bloomsbury, de Londres. Hi ha una edició en anglès de 2002 titulada The country under my skin: A Memory of Love and War.
La seva novel·la El pergamino de la seducción li va merèixer el 2005 el Premi Ploma de Plata a la Fira del Llibre de Bilbao, Espanya.
El 2006 amb el seu poemari Fuego soy, apartado y espada puesta lejos va guanyar el Premi Internacional de Poesia Ciutat de Melilla en la seva XXVIII edició.
La cantant catalana Carme Canela gravà un disc amb alguns dels seus poemes de maduresa en clau de jazz que s'edita a la primavera de 2008, de títol Carme Canela canta Gioconda Belli: Sencillos Deseos.
Al febrer del 2008 va publicar la seva novel·la El infinito en la palma de la mano, que va ser mereixedora del Premi Biblioteca Breu de Novel·la 2008 de l'editorial espanyola Seix Barral i el Premi Sor Juana Inés de la Cruz de la Fira Internacional del Llibre de Guadalajara.
El país de las mujeres (2010) parla d'un país governat per dones. El llibre va ser titulat originalment amb el nom de Crónicas de la izquierda erótica, basat en el Partit de l'Esquerra Eròtica que, a la novel·la, és el que funden un grup de dones a la fictícia Faguas i amb el qual arriben al poder. El nom Partit de l'Esquerra Eròtica es va utilitzar a Nicaragua als anys 80 per un grup de dones entre les quals hi havia Belli. L'anomenaven PIE, i va ser batejat així utilitzant el terme encunyat en el poemari de la poetessa guatemalenca Ana María Rodas: Poemas de la Izquierda Erótica, raó per la qual va haver de canviar el nom.
La seva novel·la El intenso calor de la luna, va ser llançada a l'agost a Llatinoamèrica, i al setembre del 2014 a l'Estat espanyol.

## Vida familiar
El 1967 va contreure matrimoni. La seva primera filla, Maryam, va néixer el 1969 seguida per Melissa, al 1973. Del seu segon matrimoni va néixer Camilo, al 1978. D'un tercer matrimoni, al 1987, amb Charles Castaldi, va tenir una altra filla, Adriana, al 1993. Des de 1990, Gioconda Belli reparteix el seu temps entre els Estats Units i Nicaragua.

## Obra publicada[10]
Poesía
- Sobre la grama (1972)
- Línea de fuego (1978)
- Truenos y arco iris (1982)
- Amor insurrecto (1984) - Antologia
- De la costilla de Eva (1986)
- Poesía reunida (1989)
- El ojo de la mujer (1991) - Antologia
- Apogeo (1997)
- Mi íntima multitud (2003)
- Fuego soy apartado y espada puesta lejos (2006)
- Escándalo de miel (2011) - Antologia
- En la avanzada juventud (2013)
- Eva advierte sobre las manzanas (2014)
- El pez rojo que nada en el pecho (2020)
- Una mujer furiosamente piel (2020)

Novel·la
- La mujer habitada (1988)
- Sofía de los presagios (1990)
- Waslala (1996)
- El pergamino de la seducción (2004)
- El Infinito en la palma de la mano (2008)
- El país de las mujeres (2010)
- El intenso calor de la luna (2015)
- Las fiebres de la memoria (2018)

Altres
- El taller de las mariposas (1994) - Conte infantil
- El país bajo mi piel, memorias de amor y de guerra (2001) - Memoria o Autobiografía
- Rebeliones y revelaciones (2018) - Assaig
- El apretado abrazo de la enredadera (2019)
- El día que los árboles volaron (2019)
- Cuando floreció la risa (2017)
- Rebeliones y revelaciones (2018, Editorial Txalaparta) - Assaig
- Luciérnagas - Assaig (2022)[11]

## Premis i reconeixements
- Sobre la grama - Premi Mariano Fiallos Gil de Poesia de la Universitat Nacional Autònoma de Nicaragua, 1972
- Linea de fuego - Premi Casa de les Amèriques de Poesia, 1978
- La mujer habitada - Premi Novel·la Política de l'Any dels Llibreters, Bibliotecaris i Editors d'Alemanya (Fundació Friedrich Ebert), 1989. I Premi Anna Seghers, 1989
- El taller de las mariposas - conte infantil. Premi Luchs (Lluita) del Setmanari Die Zeit, 1992
- Mi íntima multitud - Premi de Poesia Generació del 27, 2002
- El país bajo mi piel - Finalista Los Angeles Times Book Prize, 2003
- El pergamino de la seducción - Premi Ploma de Plata, 2005 (Fira del Llibre de Bilbao)
- Fuego soy apartado y espada puesta lejos - Premi Internacional de Poesia Ciutat de Melilla, XXVIII Edició 2006
- El infinito en la palma de la mano - Premi Biblioteca Breu de Novel·la, 2008; Premi Sor Juana Inés de la Cruz, 2008 (Fira Internacional del Llibre de Guadalajara)
- El país de las mujeres - Premi Hispanoamericà de Novel·la La Otra Orilla, VI Edició 2010
- Medalla de Reconeixement del Teatre Nacional Rubén Darío per 25 anys de labor cultural
- Membre de l'Acadèmia Nicaragüenca de la Llengua
- Membre de PEN Club Internacional
- Orde de les Arts i les Lletres en el grau de Cavaller que atorga el Ministeri de Cultura de França (2013)
- Premi al Mèrit Literari Internacional Andrés Sabella (2014)
- Premi Eñe 2018 atorgat en reconeixement de la seva obra i compromís cívic.
- Premi Hermann Kesten del PEN alemany (2018)
- Premi Oxfam PEN a Amsterdam (2018)
- Premi Jaime Gil de Biedma pel poemari El pez rojo que nada en el pecho (2020)
- Premi Reina Sofía de Poesía Iberoamericana, atorgat per Patrimonio Nacional de España i la Universitat de Salamanca (2023)
- PremioInternacional Pedro Henríquez Ureña, del Ministerio de Cultura de la República Dominicana (2023).[12]